# 奇亞爾哈克山 (庫斯科-普諾大區)
14°14′58″S 70°53′15″W / 14.24944°S 70.88750°W
奇亞爾哈克山（Chiaraje），是秘魯的山峰，位於該國東南部庫斯科大區和普諾大區，處於桑博山西南面和奇亞爾哈克山西北面，屬於安第斯山脈中韋爾卡努塔山脈的一部分，海拔高度約4,900米。